# ヘルマン・アーベルト
ヘルマン・アーベルト（Hermann Abert 1871年3月25日 - 1927年8月13日）は、ドイツの音楽史家。

## 生涯
アーベルトはシュトゥットガルトに生まれた。父のヨハン・ヨーゼフ・アーベルト（1832年-1915年）は同市のカペルマイスターであった。
1890年から1896年にかけてテュービンゲン大学、ベルリン大学、ライプツィヒ大学の各大学で古典文献学を修めた。テュービンゲン時代に加入した「Akademische Gesellschaft Stuttgardia」は学生による同好会であり、南ドイツで自由主義的な政治観を形作っていった団体である。文献学の研究は1896年に終了し、当時籍を置いていたハレ大学では古代ギリシアの音楽に関する仕事を行った。続く3年間はベルリンで音楽理論を学んでいる。1902年に提出した中世の音楽に関する論文によりハレ大学から講師の資格を認められた。
講師としてハレ大学にとどまり1910年に主任講師（もしくは助教）、続いて1918年に教授に就任した。この職位により翌年ハイデルベルク大学へ移籍する。しかしわずか1年後にライプツィヒ大学へと籍を移し、1920年に音楽理論家のフーゴー・リーマンの跡を継いだ。1923年にベルリン大学へ招聘されるが、そこではやはり音楽理論家であったヘルマン・クレッチマーの後任として最適であるとみなされたのであった。フリードリヒ・ブルーメ、ルドルフ・ゲルバー、ハンス・ホフマン、テオドール・シュヴァルツコプフと共同で「Illustrierte Musiklexikon」の仕事に取り組んだのはこの時であったが、同書にはアルフレート・アインシュタインの「Neues Musiklexikon und Hugo-Riemann-Musiklexikon」からの剽窃が発見されている。
1925年にはプロイセン科学アカデミーへの入会が認められるが、音楽理論家としては初となる快挙であった。
1927年8月13日、シュトゥットガルトにて没した。56歳だった。

## 著作
- Die Lehre vom Ethos in der griechischen Musik. (Dissertation, "The Teaching of Ethics in Greek music") (Breitkopf & Härtel, Leipzig, 1899).
- Die ästhetischen Grundsätze der mittelalterlichen Melodienbildung. ("The aesthetic foundations of medieval melody") (Univ. Habil., Halle/Saale, 1902).
- Robert Schumann (Schlesische Verlags-Anstalt, Berlin 1903, 3rd end. 1917).
- The Concept of Music in Mediaeval Times and its Principles (Niemeyer, Halle 1905).
- Dramatic Music at the Court of Duke Karl Eugen of Württemberg (1905).
- Niccolò Jomelli as a Composer of Operas (Niemeyer, Halle 1905).
- History of the Robert Franz Academy of Music in Halle (1908).
- a Gluck Annual, (4 issues from 1914), and a Mozart Annual (Drei Masken Verlag, Munich 1923).
- Johann Josef Abert: sein Leben und seine Werke. ("J. J. Abert: his Life and Work") (Pfaehler, Bad Neustadt 1983). (Reprint of Leipzig (Breitkopf) ed., 1916.) ISBN 3-922923-26-7
- Wolfgang Amadeus Mozart: eine Biographie (largely re-written from the original work of Otto Jahn) (Breitkopf & Härtel, Leipzig 1920). (Vol. 1, 1756–1782; Vol. 2, 1783–1791).
- Goethe and Music (J. Engelhorn, Stuttgart 1922).
- Illustriertes Musik-Lexikon. (J. Engelhorns Nachfahren, Stuttgart 1927).
- Gesammelte Schriften und Vorträge. ("Collected writings and lectures") Schneider, Tutzing 1968. (Reprint of Halle ed., 1929.)